# قارورة
القارورة إناءٌ مفتوح، من زجاجٍ، أو خزفٍ، أو لدائنَ تُحفظ فيه السوائل، والطِيب (العطور)، أو للزينة. صِيتُها حسنٌ في المغرب.

## تاريخ القارورة
كان قديما يستخدم الطين (الخزف) في صناعة القوارير ومع التقدم العلمي والصناعي استخدم الزجاج وبلمرة المركبات الهيدروكربونية كما تصنع من المعادن ك الذهب والفضة والحديد

## أنواع القوارير
- قوارير طينية
- قوارير زجاجية
- قوارير بلاستيكية
- قوارير معدنية

## صناعة القوارير
تصنع قديما من الخزف وتصنع من الزجاج وتصنع من المعدن
وتصنع من البلاستيك عن طريق بلمرة بعض المركبات الهيدروكربونية مثل الإيثيلين والبروبيلين وكلوريد الفينيل وغيرها من المركبات

## صور

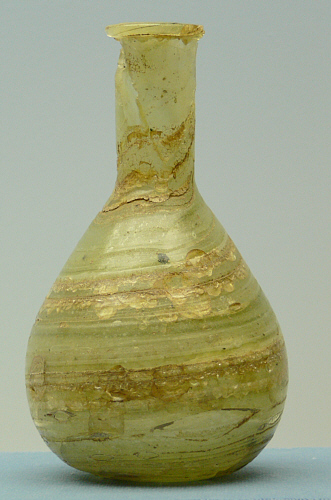
قارورة أثرية قديمة من استريا
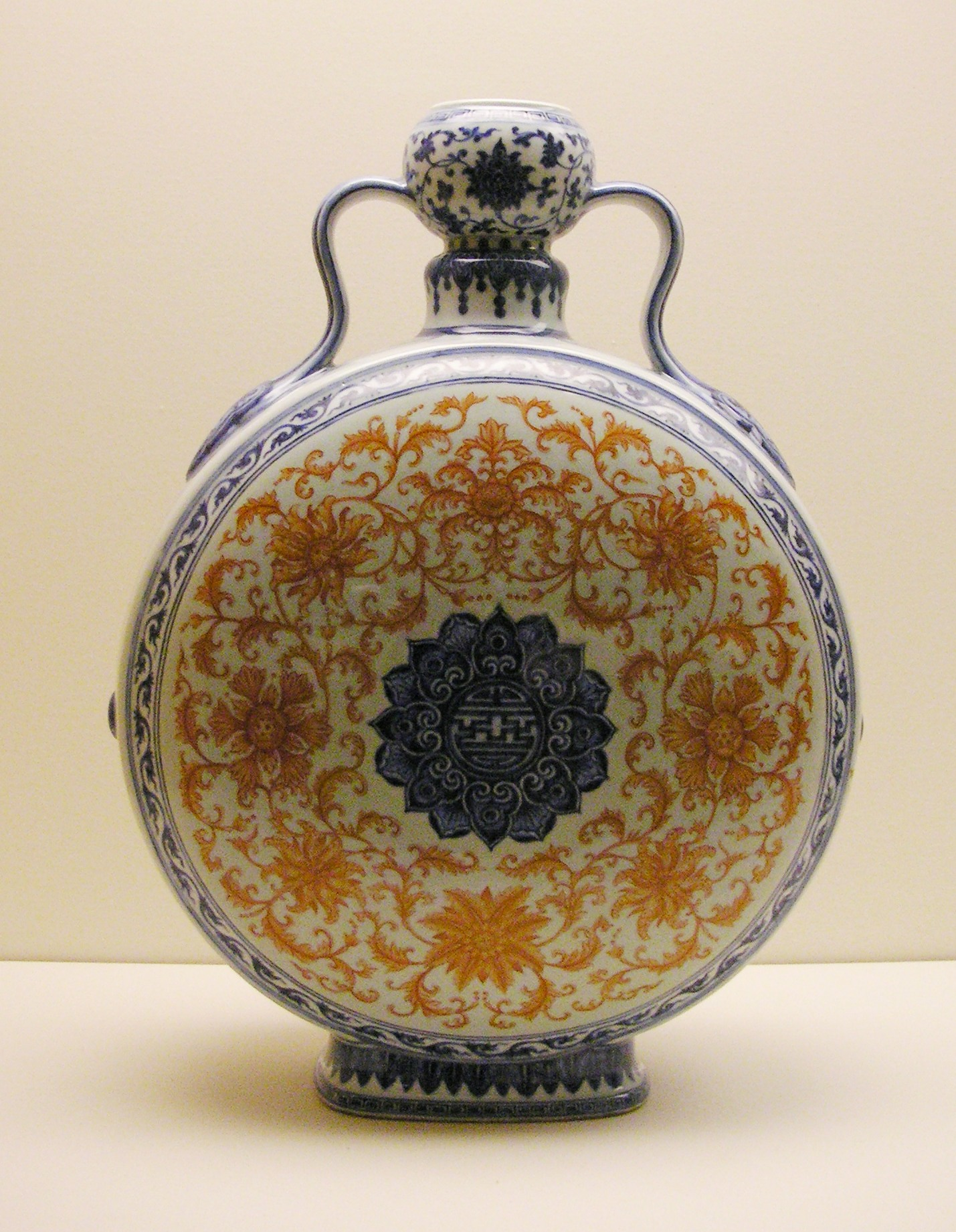
قارورة مصنوعة من البورسلين في متحف بألمانيا
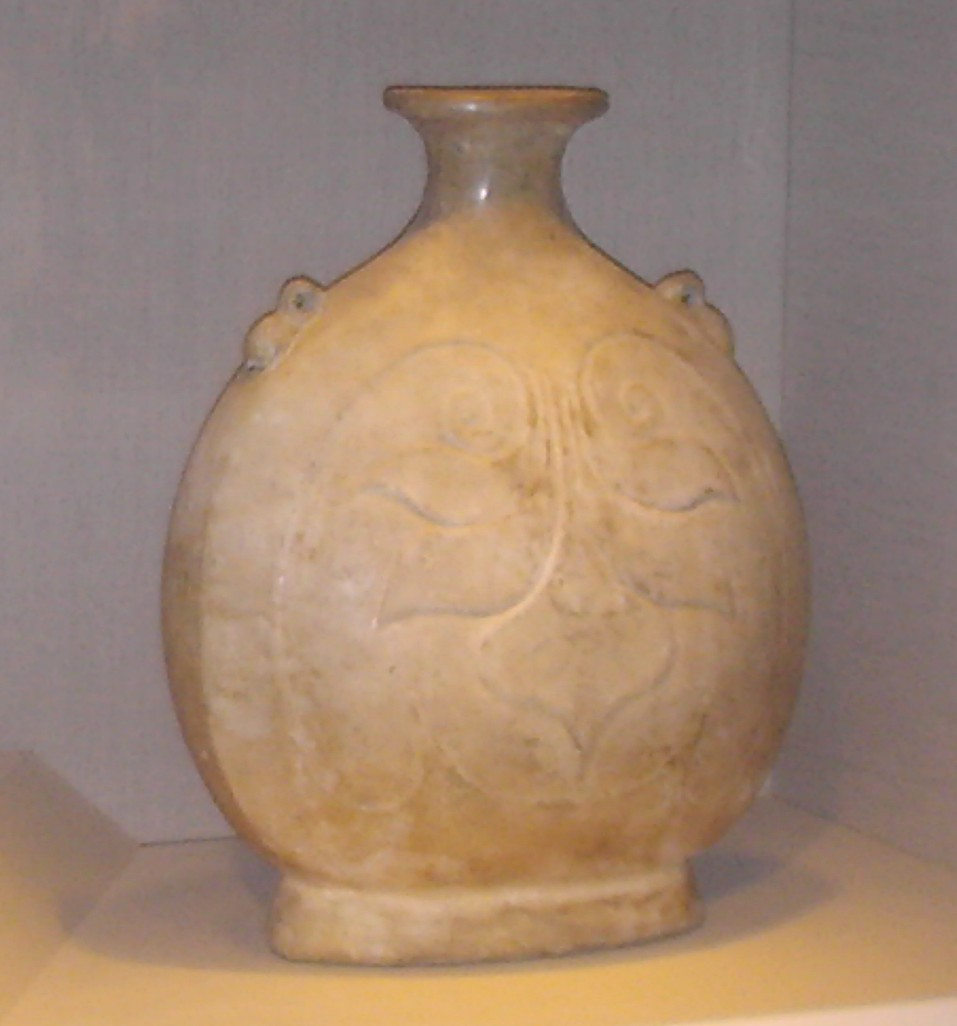
قارورة صينية
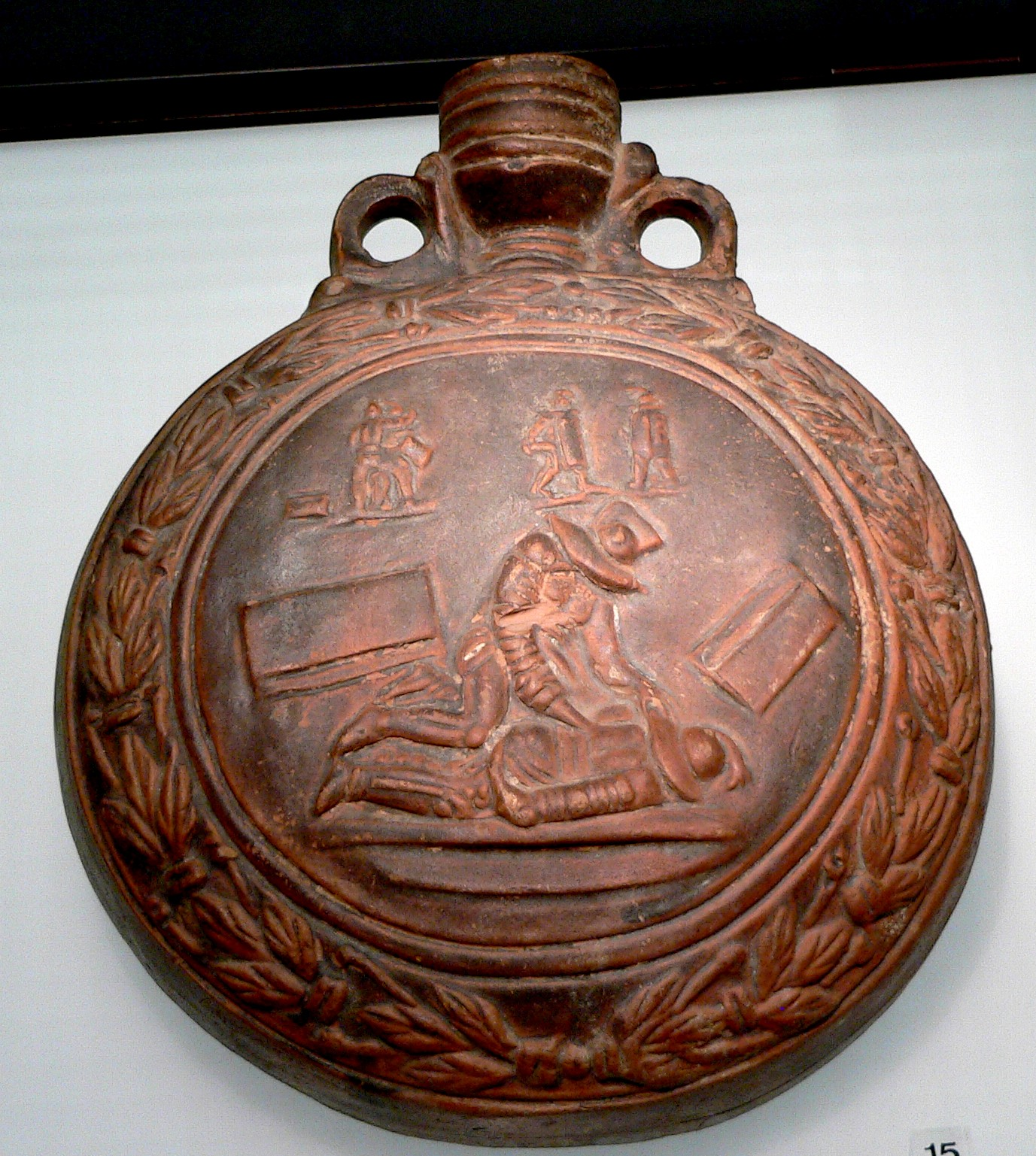
قارورة منقوش عليها رسومات مقاتلين